# Сан-Бенедетто-дей-Марсі
Сан-Бенедетто-дей-Марсі (італ. San Benedetto dei Marsi) — муніципалітет в Італії, у регіоні Абруццо,  провінція Л'Аквіла.
Сан-Бенедетто-дей-Марсі розташований на відстані близько 100 км на схід від Рима, 45 км на південний схід від Л'Акуїли.
Населення — 3929 осіб (2014).
Щорічний фестиваль відбувається 1 червня. Покровитель — San Benedetto,San Vincenzo.

## Демографія
Населення за роками:

Станом на 1 січня 2023 року в муніципалітеті офіційно проживав 401 іноземець з 19 країн, серед них 51 громадянин країн Євросоюзу та 8 громадян України.

## Сусідні муніципалітети
- Аєллі
- Челано
- Черкьо
- Коллармеле
- Пешина
- Тразакко